# Олиб
Олиб је острво у хрватском дијелу Јадрана. Налази се у Задарском архипелагу југозападно од Похлипског канала. Захвата површину од 26,14 km², а дужина обале је 33,4 километра. Највиши врх на острву је Калац - 72 метра.
Обала је разуђена са бројим заливима. Једино насељено место на острву је Олиб. Становништво, које према попису броји 120, бави се претежно пољопривредом и живи од туризма. На Олибу се налази црква и бројни остаци и рушевине из Римског доба.